# Fejervarya multistriata
Fejervarya multistriata là một loài ếch thuộc họ Ranidae. Đây là loài đặc hữu của Hồng Kông, Đài Loan và Okinawa.
Môi trường sống tự nhiên của chúng là đầm nước ngọt và đầm nước ngọt có nước theo mùa. Tình trạng bảo tồn của nó hiện chưa đủ thông tin.